# Telefooncentrale Baarn
De eerste Baarnse telefooncentrale aan de Eemnesserweg 50 is een rijksmonument in Baarn in de provincie Utrecht. 
De telefooncentrale is gebouwd in 1902  door de Nederlandsche (Bell) Telephoon Maatschappij. De naam staat aangegeven in het glas in lood in een raam boven de deur. De centrale werd oorspronkelijk gebouwd bij het pas aangelegde station van Baarn tussen de twee sporen aan het eind van het tweede perron. Het vormde een schakel in de verbinding van Amsterdam met Groningen. Er woonden namelijk veel gegoede Amsterdammers, die al veel langer bekend waren met de telefonie.  
Toen in 1897 het interlokale telefoonnet door het rijk werd overgenomen kwam de interlokale centrale in het Baarnse gemeentehuis. Het lokale telefoonnet bleef in handen van de NTM. Op een door de gemeente geschonken stukje grond aan de Eemnesserweg, niet ver van villa Pera werd een fraai vakwerkhuisje gebouwd, gebruikmakend van materialen van het oorspronkelijke gebouwtje bij het station.  
In 1916 nam de Rijkstelefoon de exploitatie over en in 1924 verhuisde de centrale naar de Teding van Berkhoutstraat. Het vergrote gebouwtje werd later in gebruik genomen als woning en is in 1992 aan de achterkant uitgebreid. 
De chaletstijl van het gebouwtje met veel houtsnijwerk paste goed bij het stationsgebouw. De originele dakbedekking met leien is in 2018 weer teruggebracht De topgevels met houtsnijwerk hebben gestileerde planten- en dierenmotieven (honden).